# Hamn
Hamn est une localité du comté de Troms, en Norvège.

## Géographie
Administrativement, Hamn fait partie de la kommune de Berg.